# Andy Carroll
Andrew Thomas Carroll (* 6. Januar 1989 in Gateshead) ist ein englischer Fußballspieler. Der Stürmer spielte in der Premier League und Championship für Newcastle United, Preston North End, den FC Liverpool, West Ham United sowie West Bromwich Albion und hat neun Länderspiele für die englische Nationalmannschaft absolviert. Seit 2025 spielt er bei Dagenham & Redbridge.
Carroll begann seine Profikarriere 2006 bei Newcastle United, bevor er für kurze Zeit an Preston North End ausgeliehen wurde, wo er sein erstes Ligator erzielte. Er etablierte sich 2008 als Stammspieler in der ersten Mannschaft von Newcastle und erzielte nach Newcastles Abstieg aus der Premier League in die Meisterschaft im Jahr 2009 in 39 Spielen 17 Tore, um Newcastle zum ersten Platz in der Liga zu verhelfen und dabei sofort aufzusteigen. In der folgenden Saison erzielte er 11 Tore in 19 Spielen, bevor er am Tag der Transferfrist im Januar nach Liverpool wechselte und für eine Gebühr von 35 Millionen Pfund unterschrieb, damals der Rekord für einen britischen Fußballer.

## Spielerkarriere

### Verein

#### Newcastle United
Andy Carroll begann seine Karriere als Profifußballer bei Newcastle United. Nachdem er 2006 in den Kader der ersten Mannschaft befördert worden war, gab der Nachwuchsstürmer sein Profidebüt am 17. Januar 2007. Bei der 1:5-Heimniederlage im FA Cup gegen Birmingham City wurde er in der 80. Spielminute eingewechselt. Am 22. Februar desselben Jahres spielte Carroll erstmals im UEFA-Pokal. Sein Premier-League-Debüt gab er drei Tage später gegen Wigan Athletic.
Während der Saison 2007/08 war der Stürmer an den Zweitligisten Preston North End ausgeliehen, für den er am 6. November 2007 im Heimspiel gegen Leicester City sein erstes Profitor erzielte.
Nachdem er in der Abstiegssaison 2008/09 einige Einsätze absolviert und drei Tore für Newcastle in der Premier League erzielt hatte, avancierte er in der Saison 2009/10 zusammen mit Kevin Nolan zu den besten Torschützen des Teams mit je 17 Treffern in der Football League Championship und stieg zum Saisonende mit Newcastle United wieder in die Premier League auf. In der ersten englischen Spielklasse erzielte er in der Hinrunde der Saison 2010/11 elf Tore für Newcastle.

#### FC Liverpool
Am 31. Januar 2011 wechselte Carroll zum Ligakonkurrenten FC Liverpool, bei dem er die Nachfolge von Fernando Torres antrat. Die Ablösesumme von umgerechnet 41 Millionen Euro stellte den bis dahin teuersten Transfer im britischen Fußball dar. Carroll unterschrieb einen Vertrag bis 2016. Nachdem er die ersten Wochen nach seinem Wechsel aufgrund einer Verletzung ausgefallen war, erzielte er am 11. April 2011 seine ersten beiden Treffer für den FC Liverpool. Im Jahr 2019 sagte Carroll rückblickend, dass er sich bei dem Wechsel von Newcastle damals gewünscht hatte, durch den Medizincheck zu fallen, um nicht für Liverpool spielen zu müssen.

#### West Ham United
Am 30. August 2012 wurde Carroll für die Saison 2012/13 an West Ham United ausgeliehen. Zuvor war er für den FC Liverpool in den ersten beiden Ligaspielen noch zu zwei Kurzeinsätzen gekommen. Zur Saison 2013/14 wurde er fest verpflichtet. Er unterschrieb einen Vertrag über sechs Spielzeiten bis zum 30. Juni 2019 mit Option auf zwei weitere Spielzeiten.

#### Rückkehr nach Newcastle
Im August 2019 kehrte Carroll zu seinem Ex-Klub aus Newcastle zurück und unterzeichnete dort zunächst einen Einjahresvertrag. Im Juni 2020 wurde dieser noch einmal für eine weitere Saison verlängert, bevor das Engagement im Juli 2021 wieder endete. Bei seinen 37 Premier-League-Einsätzen hatte er nur achtmal in der Startformation gestanden.

#### Wechsel zu Reading
Im November 2021 unterschrieb der bis dahin vereinslose Andy Carrol einen Vertrag bis Januar 2022 beim FC Reading.

#### Wechsel zu West Bromwich
Nach Auslaufen seines Vertrages in Reading im Januar 2022 unterschrieb er bis zum Sommer desselben Jahres beim Ligakonkurrenten West Bromwich Albion.

#### Rückkehr zu Reading
Im September 2022 wechselte er erneut zum FC Reading. Dort gehörte er von Beginn an zu den wichtigen Spielern im Team und erzielte in 30 Ligaspielen 9 Tore. Für den FC Reading endete die Saison allerdings auf dem 22. Tabellenplatz und dem Abstieg in die EFL League One.

#### Wechsel nach Frankreich
Anfang September 2023 wechselte er nach Frankreich zum SC Amiens in die Ligue 2. Im September 2024 wechselte er zu Girondins Bordeaux und unterschrieb dort einen Vertrag bis 2026.

#### Dagenham & Redbridge
Im Juli 2025 wechselte er zum englischen Sechstligisten Dagenham & Redbridge und unterschrieb dort einen Vertrag bis 2028. Zeitgleich stieg er dort auch als neuer Investor ein.

### Nationalmannschaft
Andy Carroll war Nationalspieler der englischen U-19-Auswahl. Am 11. August 2009 absolvierte er gegen die Niederlande sein erstes Länderspiel für die englische U-21; es folgte am 9. Oktober 2009 der zweite Auftritt beim 6:3-Erfolg gegen Mazedonien, bei dem er seine ersten beiden Treffer erzielte.
Am 17. November 2010 stand er erstmals im Rahmen eines Freundschaftsspiels gegen Frankreich in der Startelf der englischen A-Nationalmannschaft, die mit 1:2 verlor. In einer mit Reservespielern gespickten Elf wurde er in der 72. Minute für den ebenfalls debütierenden Jay Bothroyd ausgewechselt. Am 29. März 2011 erzielte er in einem Freundschaftsspiel gegen Ghana sein erstes Länderspieltor für die Three Lions.

### Titel
- League Cup: 2012 (mit Liverpool)